# Ruba Blal
Ruba Blal (en arabe  ربى بلال, en hébreu,  רובה בלאל) est une actrice arabe israélienne. Elle joue la sœur d’Ashraf (Yousef Sweid), fiancée à Jihad (Shredy Jabarin), dans The Bubble.

## Filmographie
- 2004 : Soif (en arabe, Atash) de Tawfik Abu Wael : Jamila
- 2006 : Yasmine's Song de Najwa Najjar : Haifa
- 2006 : Forgiveness d'Udi Aloni : Nawal
- 2006 : The Bubble d'Eytan Fox : Rana, la sœur d’Ashraf
- 2009 : Pink Subaru de Kazuya Ogawa[1],[2] (avec Salwa Nakkara, Lana Zreik, Akram Tillawi et Loai Nofi)
- 2010 : Miral de Julian Schnabel : Fatima
- 2012 : Héritage (Inheritance) de Hiam Abbass : Saada
- 2016 : Tempête de sable (Sufat Chol) d'Elite Zexer : Jalila

### À la télévision
- 2019 : Our Boys (série télévisée)